# Okara
Okara je drť ze sojových bobů, vznikající při výrobě sojového mléka. Užívá se v tradiční japonské, čínské i korejské kuchyni, ale také jako krmivo pro dobytek a jako hnojivo. V poslední době se užívá ve veganské kuchyni.

## Charakteristika
Sója původně pochází z východní Asie, kde ji již před čtyřmi tisíci lety pěstovali Číňané a má větší nutriční hodnotu než maso. Vzhledem se okara podobá vlhkým pilinám a chutí připomíná vlhký drcený kokos. Obsahuje velké množství železa, vápníku, vitamínů skupiny B, bílkovin a vlákniny. Má velmi nízký obsah tuku (2 %) a neobsahuje cholesterol. Stejně jako tofu (které se také vyrábí ze sojových bobů) je okara univerzální zdravou surovinou, která výborně absorbuje chuť použitých přísad. Neobsahuje nejběžnější alergeny, jako jsou například laktóza či lepek, a je bez konzervantů a umělých barviv.

## Výhody a použití
Výhodou okary je to, že váže vodu a tím zlepšuje kvalitu receptur (například záviny jsou díky ní nadýchanější a vyšší). Dalším kladem je její všestrannost: dá se použít do sladkých pokrmů (koláče, záviny, deserty…) i do slaných (nádivky, polévky…), každý pokrm nutričně vylehčí, zhodnotí a především sníží jeho cenu. Je to polotvar vhodný pro výrobu zdravých karbanátků (sýrové karbanátky), pomazánek a paštik, můžeme ji přidávat i do párků a klobás. Díky nízké energetické hodnotě je vhodná pro redukční dietu.